# Believer (Imagine Dragons)
Believer è un singolo del gruppo musicale statunitense Imagine Dragons, pubblicato il 31 gennaio 2017 come primo estratto dal terzo album in studio Evolve.
È rimasto per 29 settimane di fila alla prima posizione della Rock Songs di Billboard (subito dopo il record assoluto di 30 settimane di fila di Heathens dei Twenty One Pilots), e insieme agli altri due singoli degli Imagine Dragons Thunder e Whatever It Takes ha occupato le prime tre posizioni della classifica per 16 settimane di fila nel corso della primavera-estate 2018, serie interrotta solo dall'entrata nel podio di Natural (sempre degli Imagine Dragons), dove è rimasta insieme a Believer e Thunder per altre 4 settimane di fila. Candidato a diversi premi nel corso del 2017, ha vinto il Billboard Music Award come miglior brano rock nel 2018.

## Video musicale
Nel videoclip, diretto da Matt Eastin, il cantante Dan Reynolds sfida in un incontro di boxe l'attore Dolph Lundgren, interprete del celebre Ivan Drago nel film di Sylvester Stallone del 1985 Rocky IV.

## Tracce
Testi e musiche degli Imagine Dragons, Justin Tranter e Mattman & Robin.
Versione standard
1. Believer – 3:23

Versione remix
1. Believer (Kaskade Remix) – 3:10

## Classifiche

### Classifiche settimanali
| Classifica (2017-23) | Posizione massima |
| -------------------- | ----------------- |
| Australia            | 33                |
| Austria              | 3                 |
| Belgio (Fiandre)     | 40                |
| Belgio (Vallonia)    | 23                |
| Canada               | 16                |
| Francia              | 31                |
| Germania             | 23                |
| Grecia               | 12                |
| India                | 9                 |
| Irlanda              | 33                |
| Italia               | 5                 |
| Nuova Zelanda        | 26                |
| Norvegia             | 13                |
| Portogallo           | 10                |
| Regno Unito          | 42                |
| Romania              | 1                 |
| Spagna               | 66                |
| Stati Uniti          | 4                 |
| Stati Uniti (rock)   | 1                 |
| Svezia               | 22                |
| Svizzera             | 10                |

### Classifiche di fine anno
| Classifica (2017)  | Posizione |
| ------------------ | --------- |
| Australia          | 72        |
| Brasile            | 88        |
| Canada             | 12        |
| Germania           | 37        |
| Islanda            | 15        |
| Italia             | 10        |
| Nuova Zelanda      | 36        |
| Regno Unito        | 97        |
| Stati Uniti        | 9         |
| Stati Uniti (rock) | 1         |
| Svizzera           | 11        |
| Classifica (2018)  | Posizione |
| Australia          | 99        |
| Brasile            | 83        |
| Stati Uniti        | 100       |
| Stati Uniti (rock) | 3         |
| Classifica (2020)  | Posizione |
| Corea del Sud      | 136       |
| Portogallo         | 187       |
| Classifica (2021)  | Posizione |
| Brasile            | 191       |
| Francia            | 174       |
| India              | 17        |
| Classifica (2022)  | Posizione |
| Australia          | 81        |
| Brasile            | 192       |
| Francia            | 175       |
| India              | 19        |
| Ucraina            | 198       |
| Classifica (2023)  | Posizione |
| Francia            | 147       |
| India              | 14        |
| Classifica (2024)  | Posizione |
| Francia            | 167       |
| India              | 17        |

## Versione con Lil Wayne
Una versione del brano realizzata con il rapper statunitense Lil Wayne è stata pubblicata come singolo dalla Interscope Records e la KIDinaKorner il 7 gennaio 2019.

### Tracce
Testi e musiche di Imagine Dragons, Justin Tranter, Mattman & Robin, Lil Wayne.
1. Believer (feat. Lil Wayne) – 3:39

### Classifiche
| Classifica (2019)  | Posizione massima |
| ------------------ | ----------------- |
| Stati Uniti (rock) | 11                |